# Фонтан черепах
Фонтан черепах (італ. Fontane delle Tartarughe) — фонтан розташований в Римі на площі Маттеї (італ. Piazza Mattei) побудований у стилі ренесансу. Створений між 1580 і 1588 роками за проектом архітектора Джакомо делла Порта скульптором Таддео Ландіні (італ. Taddeo Landini).
Бронзові черепашки, які виповзають на верхню чашу фонтану, додані значно пізніше самої споруди фонтану — у 1658—1659 роках, при реконструкції фонтану, яка проводилася Берніні або Андреа  Саккі.
Вважається, що дельфіни в компанії черепах символізують девіз «Поспішай повільно». Деякі дослідники пов'язують фонтан з міфом про Юпітера і Ганімеда.
Фонтан черепах, як і інші ренесансні фонтани, був створений з метою забезпечення населення міста питною водою. Він увійшов до групи з вісімнадцяти фонтанів, споруджених у Римі у XVI столітті за вказівкою папи Григорія XIII при реконструкції давньоримських акведуків.
Проект фонтану, створений Джакомо делла Порта, повторював дизайн подібних фонтанів, теж з кулею внизу на п'єдесталі, від якого вода йшла вгору і потім витікала зверху в полігональну чашу. Але цей фонтан відрізняє чудове оформлення, яке було доручено виконати молодому скульпторові Таддео Ландіні (1550—1596). Вперше в Римі фонтан прикрасили фігури чотирьох голих хлопців та восьми дельфінів. Фігури спочатку планувалося виготовити з мармуру, але потім було вирішено зробити їх  бронзовими, що обійшлося дорожче. Фігури юнаків виконані в стилі маньєризму, запозиченого у  флорентійського фонтану Нептуна.

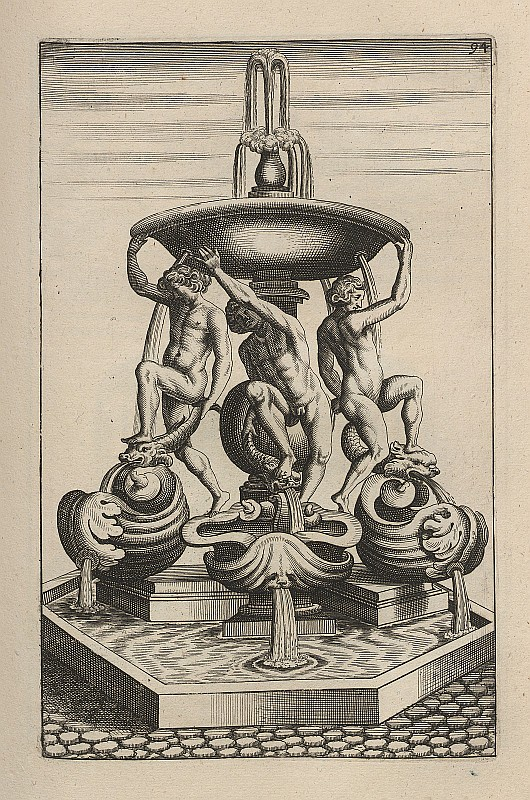
Гравюра з фонтаном, зроблена у 1664 році. На гравюрі ще немає черепах, які були додані пізніше у 1658 або 1659 році.

Фонтан складається з квадратного басейну з кулею воготовленою з африканського мармуру на постаменті в центрі. Навколо кулі поміщені чотири головки Путто, з яких у басейн тече вода. На чотири боки басейну розташовані мармурові раковини. Навколо кулі розташовані чотири бронзових юнаки що відпочивають та закидають одну ногу на голови бронзових дельфінів, щобтримаючись за хвіст дельфінів дотягнутися до верхньої чаші з іншими дельфінами. Вода ллється з ротів дельфінів у раковини, а звідти в нижній басейн.
Вода у фонтан подавалася з акведука самопливом, але через невеликий перепад висот в цьому місці, її виявилося недостатньо. У зв'язку з цим чотири з восьми фігур дельфінів були перенесені з цього фонтану у фонтан Fontana della Terrina на площі Кампо деї Фйорі, а потім до церкви Санта Марія ін Валічелла.
Спочатку фонтан називали фонтаном Маттеї (італ. Fontana delli Mattei або лат. Fons Mattheiorum). Він відразу став дуже популярний. У 1588 у письменник Джіроламо Ферруччі (італ. Girolamo Ferrucci) назвав його найкрасивішим і досконалим фонтаном Риму. Фонтан малювали такі художники як Джованні Батіста Фальда (італ. Giovanni Battista Falda).
З вилученням чотирьох дельфінів стало здаватися, що підняття рук бронзових юнаків є невиправданим. Можливо, щоб вирішити цю проблему і поліпшити композицію, і було додано чотири бронзові черепахи при реконструкції фонтану за вказівкою папи Олександра VII. Час реконструкції (1658—1659 роки) зазначено на чотирьох мармурових звитках по краях фонтану. Черепахи зроблені дуже реалістично. Після того, як у 1979 році одна з черепах була вкрадена, всі фігурки черепах були замінені копіями.